# Nederlandse kampioenschappen schaatsen sprint 2021
De Nederlandse kampioenschappen schaatsen sprint 2021 (voor mannen en vrouwen) werden op 28 en 29 november 2020 gehouden in Thialf te Heerenveen. Ze waren oorspronkelijk gepland voor januari 2021, maar werden naar voren gehaald toen de wereldbekerwedstrijden in november en december niet doorgingen.
Titelhouders waren de winnaars van het toernooi van 2020 ook in Thialf, Kjeld Nuis en Letitia de Jong. Nuis verspeelde zijn toernooi door een verkeerde wissel met ploeggenoot Ronald Mulder die leidde tot zijn diskwalificatie. De Jong haakte na een slechte eerste dag ziek af. Hein Otterspeer won zijn derde titel met vier afstandspodia en Jutta Leerdam won haar tweede titel door op de vierde afstand Femke Kok te verslaan die de eerste drie afstanden gewonnen had. Otterspeer en Leerdam plaatsten zich ook voor de EK sprint 2021.

## Programma
| Programma                                                                           | Programma                                                                           |
| ----------------------------------------------------------------------------------- | ----------------------------------------------------------------------------------- |
| zaterdag 28 november                                                                | zondag 29 november                                                                  |
| 1e 500 meter vrouwen 1e 500 meter mannen 1e 1000 meter vrouwen 1e 1000 meter mannen | 2e 500 meter vrouwen 2e 500 meter mannen 2e 1000 meter vrouwen 2e 1000 meter mannen |

## Mannen

### Afstandmedailles
| Afstand  | 1e              | 2e              | 3e              |
| -------- | --------------- | --------------- | --------------- |
| 1e 500m  | Dai Dai N'tab   | Hein Otterspeer | Ronald Mulder   |
| 1e 1000m | Hein Otterspeer | Thomas Krol     | Kjeld Nuis      |
| 2e 500m  | Ronald Mulder   | Dai Dai N'tab   | Hein Otterspeer |
| 2e 1000m | Thomas Krol     | Kai Verbij      | Hein Otterspeer |

### Eindklassement
| #      | Schaatser             | 500m       | 1000m        | 500m       | 1000m        | Punten  |
| ------ | --------------------- | ---------- | ------------ | ---------- | ------------ | ------- |
| Goud   | Hein Otterspeer       | 34,82 (2)  | 1.07,99 (1)  | 34,91 (3)  | 1.08,78 (3)  | 138,115 |
| Zilver | Kai Verbij            | 34,90 (4)  | 1.09,10 (4)  | 35,02 (4)  | 1.08,62 (2)  | 138,780 |
| Brons  | Dai Dai N'tab         | 34,79 (1)  | 1.09,28 (6)  | 34,85 (2)  | 1.09,28 (6)  | 138,920 |
| 4      | Thomas Krol           | 35,27 (7)  | 1.08,19 (2)  | 36,28 (18) | 1.08,34 (1)  | 139,815 |
| 5      | Tijmen Snel           | 35,22 (6)  | 1.10,21 (10) | 35,37 (5)  | 1.09,06 (4)  | 140,225 |
| 6      | Merijn Scheperkamp    | 35,31 (8)  | 1.09,53 (7)  | 35,45 (7)  | 1.10,15 (11) | 140,600 |
| 7      | Wesly Dijs            | 35,71 (13) | 1.09,19 (5)  | 35,76 (14) | 1.09,20 (5)  | 140,665 |
| 8      | Serge Yoro            | 35,56 (12) | 1.09,71 (8)  | 35,52 (9)  | 1.09,89 (8)  | 140,880 |
| 9      | Louis Hollaar         | 35,76 (15) | 1.10,10 (9)  | 35,91 (15) | 1.10,10 (10) | 141,770 |
| 10     | Gijs Esders           | 36,01 (17) | 1.11,20 (15) | 35,69 (12) | 1.09,88 (7)  | 142,240 |
| 11     | Jesper Hospes         | 35,32 (9)  | 1.11,44 (17) | 35,38 (6)  | 1.11,80 (15) | 142,320 |
| 12     | Stefan Westenbroek    | 35,40 (10) | 1.11,65 (18) | 35,58 (11) | 1.11,13 (13) | 142,370 |
| 13     | Joost van Dobbenburgh | 36,08 (18) | 1.11,26 (16) | 35,99 (17) | 1.10,04 (9)  | 142,720 |
| 14     | Mika van Essen        | 35,87 (16) | 1.10,79 (12) | 36,40 (20) | 1.10,51 (12) | 142,920 |
| 15     | Thomas Geerdinck      | 35,74 (14) | 1.11,03 (14) | 35,98 (16) | 1.11,43 (14) | 142,950 |
| 16     | Thijs Govers          | 36,27 (19) | 1.12,15 (19) | 36,35 (19) | 1.12,90 (16) | 145,145 |
| NS     | Ronald Mulder         | 34,86 (3)  | 1.10,49 (11) | 34,80 (1)  |              | 104,905 |
| NS     | Janno Botman          | 35,50 (11) | 1.10,82 (13) | 35,70 (13) |              | 106,610 |
| DQ     | Kjeld Nuis            | DQ         | 1.08,61 (3)  | 35,45 (7)  |              | 69,755  |
| DQ     | Lennart Velema        | 35,15 (5)  | DQ           | 35,56 (10) |              | 70,710  |

## Vrouwen

### Afstandmedailles
| Afstand  | 1e            | 2e            | 3e                |
| -------- | ------------- | ------------- | ----------------- |
| 1e 500m  | Femke Kok     | Jutta Leerdam | Michelle de Jong  |
| 1e 1000m | Femke Kok     | Jutta Leerdam | Suzanne Schulting |
| 2e 500m  | Femke Kok     | Jutta Leerdam | Michelle de Jong  |
| 2e 1000m | Jutta Leerdam | Femke Kok     | Ireen Wüst        |

### Eindklassement
| #      | Schaatser          | 500m       | 1000m        | 500m       | 1000m        | Punten  |
| ------ | ------------------ | ---------- | ------------ | ---------- | ------------ | ------- |
| Goud   | Jutta Leerdam      | 37,53 (2)  | 1.14,34 (2)  | 37,60 (2)  | 1.14,13 (1)  | 149,365 |
| Zilver | Femke Kok          | 37,51 (1)  | 1.14,23 (1)  | 37,52 (1)  | 1.15,53 (2)  | 149,910 |
| Brons  | Suzanne Schulting  | 38,57 (5)  | 1.14,89 (3)  | 38,35 (4)  | 1.15,77 (4)  | 152,250 |
| 4      | Michelle de Jong   | 38,04 (3)  | 1.16,53 (8)  | 38,19 (3)  | 1.17,22 (10) | 153,105 |
| 5      | Marrit Fledderus   | 38,27 (4)  | 1.16,02 (6)  | 38,48 (5)  | 1.16,71 (6)  | 153,115 |
| 6      | Ireen Wüst         | 39,10 (12) | 1.15,88 (4)  | 38,86 (10) | 1.15,56 (3)  | 153,680 |
| 7      | Isabelle van Elst  | 38,60 (6)  | 1.16,41 (7)  | 38,67 (8)  | 1.17,11 (7)  | 154,030 |
| 8      | Dione Voskamp      | 38,77 (10) | 1.17,38 (13) | 38,54 (6)  | 1.17,37 (12) | 154,685 |
| 9      | Janine Smit        | 38,89 (11) | 1.17,33 (12) | 38,62 (7)  | 1.17,38 (13) | 154,865 |
| 10     | Helga Drost        | 38,68 (9)  | 1.17,17 (10) | 38,68 (9)  | 1.17,90 (15) | 154,895 |
| 11     | Melissa Wijfje     | 39,50 (16) | 1.15,91 (5)  | 39,53 (17) | 1.15,83 (5)  | 154,900 |
| 12     | Esmé Stollenga     | 38,66 (7)  | 1.17,14 (9)  | 39,20 (13) | 1.17,68 (14) | 155,270 |
| 13     | Marijke Groenewoud | 39,12 (13) | 1.17,68 (16) | 39,13 (12) | 1.17,20 (8)  | 155,690 |
| 14     | Sanneke de Neeling | 39,32 (15) | 1.17,65 (15) | 39,48 (15) | 1.17,23 (11) | 156,240 |
| 15     | Lotte van Beek     | 39,68 (18) | 1.17,24 (11) | 39,50 (16) | 1.17,21 (9)  | 156,405 |
| 16     | Maud Lugters       | 38,67 (8)  | 1.18,67 (18) | 39,11 (11) | 1.19,90 (17) | 157,065 |
| 17     | Naomi Verkerk      | 39,64 (17) | 1.20,37 (19) | 39,42 (14) | 1.19,65 (16) | 159,070 |
| 18     | Isabel Grevelt     | 40,04 (20) | 1.20,65 (20) | 39,53 (17) | 1.20,42 (18) | 160,105 |
| NS     | Elisa Dul          | 39,30 (14) | 1.17,52 (14) |            |              | 78,060  |
| NS     | Letitia de Jong    | 39,75 (19) | 1.18,46 (17) |            |              | 78,980  |